# Miguel Brito
Miguel Brito (1901. június 13. – ?) bolíviai válogatott labdarúgó.
A bolíviai válogatott tagjaként részt vett az 1930-as világbajnokságon.

## Külső hivatkozások
- Miguel Brito a FIFA.com honlapján Archiválva 2015. február 4-i dátummal a Wayback Machine-ben